# Transport adapté
 (juillet 2025).
Si vous disposez d'ouvrages ou d'articles de référence ou si vous connaissez des sites web de qualité traitant du thème abordé ici, merci de compléter l'article en donnant les références utiles à sa vérifiabilité et en les liant à la section « Notes et références ».

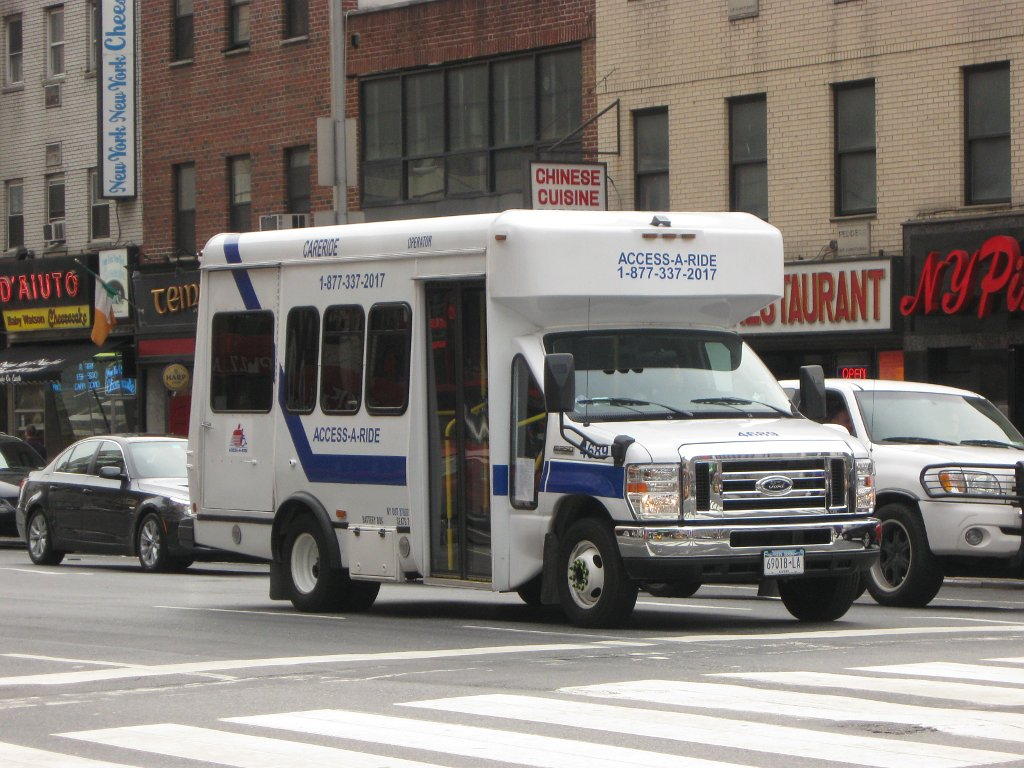
Un bus de transport adapté NYC Transit.

Le transport adapté (en anglais : paratransit) est l'offre de services de transport qui complète les transports en commun ordinaires par la possibilité de trajets individualisés sans itinéraires obligatoires ni horaires fixes.

## Services fournis
Les services de transport adapté peuvent varier considérablement selon le degré de flexibilité qu'ils offrent à leurs clients. Dans leur forme la plus simple, ils peuvent prendre la forme d'un taxi ou d'un petit bus qui suivra un itinéraire plus ou moins défini puis s'arrêtera pour prendre ou décharger des passagers à la demande. À l'autre extrémité du spectre, c'est-à-dire un transport entièrement adapté à la demande, les systèmes de transport adapté les plus flexibles offrent un service porte-à-porte sur demande à partir de n'importe quel point de départ vers n'importe quelle destination dans leur zone de service.

## Prestataires
En plus des agences de transport en commun, les services de transport adapté peuvent être exploités par des groupes communautaires ou des organismes à but non lucratif, ainsi que par des entreprises ou des exploitants privés à but lucratif.